# Trưng cầu ý dân về nguyên thủ quốc gia Đức 1934
Một cuộc trưng cầu ý dân về việc hợp nhất chức vụ thủ tướng Đức và tổng thống Đức được tổ chức ở Đức Quốc Xã vào ngày 19 tháng 8 năm 1934, 17 ngày sau khi Tổng thống Paul von Hindenburg qua đời, nhằm hợp thức hóa quyền lực tối cao của Adolf Hitler. Cử tri bị đe dọa phải bỏ phiếu ủng hộ Hitler và chính quyền dùng nhiều thủ đoạn gian lận bầu cử.
Hitler lợi dụng số phiếu "đồng ý" lớn để tuyên bố công chúng ủng hộ ông kế nhiệm Hindenburg làm nguyên thủ quốc gia trên thực tế của Đức, mặc dù ông đã giữ quyền tổng thống cùng với quyền hạn của thủ tướng ngay sau khi Hindenburg qua đời. Cuộc trưng cầu ý dân nhằm mục đích hợp thức hóa động thái đó và cho phép Hitler lấy danh hiệu Führer kiêm Thủ tướng Đế quốc (Führer und Reichskanzler).

## Bối cảnh

### Hitler lên nắm quyền
Ngày 30 tháng 1 năm 1933, Tổng thống Paul von Hindenburg bổ nhiệm Adolf Hitler làm thủ tướng. Sau khi được bổ nhiệm, Hitler vận động Quốc hội thông qua Luật Trao quyền cho phép chính phủ ban hành luật mà không cần sự ủng hộ của Quốc hội. Do không đủ hai phần ba số phiếu cần thiết để thông qua đạo luật, Hindenburg giải tán Quốc hội vào ngày 31 tháng 1. Trong cuộc bầu cử liên bang tháng 3 năm 1933, Đảng Quốc Xã giành được 43,9% số phiếu bầu. Cùng với các đảng phái liên minh, Hitler tranh thủ được sự ủng hộ của 60% nghị sĩ nhưng cần sự ủng hộ của Đảng Trung dung Đức để đạt được ngưỡng hai phần ba. Sau khi Hitler cam kết sẽ tôn trọng các quyền của Giáo hội Công giáo, Luật Trao quyền được Quốc hội thông qua với 441 phiếu thuận, 94 phiếu chống, biến Hitler thành một nhà độc tài thực thụ. Tuy nhiên, Hindenburg vẫn có quyền miễn nhiệm Hitler về mặt pháp lý.
Tháng 7 năm 1933, chính phủ ban hành Luật cấm thành lập chính đảng. Quyền miễn nhiệm của Hindenburg trở thành cơ chế kiểm soát quyền lực hợp pháp duy nhất đối với Hitler. Hitler phải đối mặt với vấn đề này vào mùa hè năm 1934, khi Hindenburg đe dọa sẽ miễn nhiệm Hitler và ban bố thiết quân luật nếu Hitler không chấm dứt những hành động quá khích leo thang căng thẳng của Đảng Quốc Xã ngay lập tức. Hitler đáp trả bằng cách ra lệnh thanh trừng các đối thủ chính trị, bao gồm một số lãnh đạo Sturmabteilung như Ernst Röhm cùng một số đối thủ khác. Sự kiện này được sử gọi là Đêm của những con dao dài.

### Trưng cầu ý dân ở Đức Quốc Xã

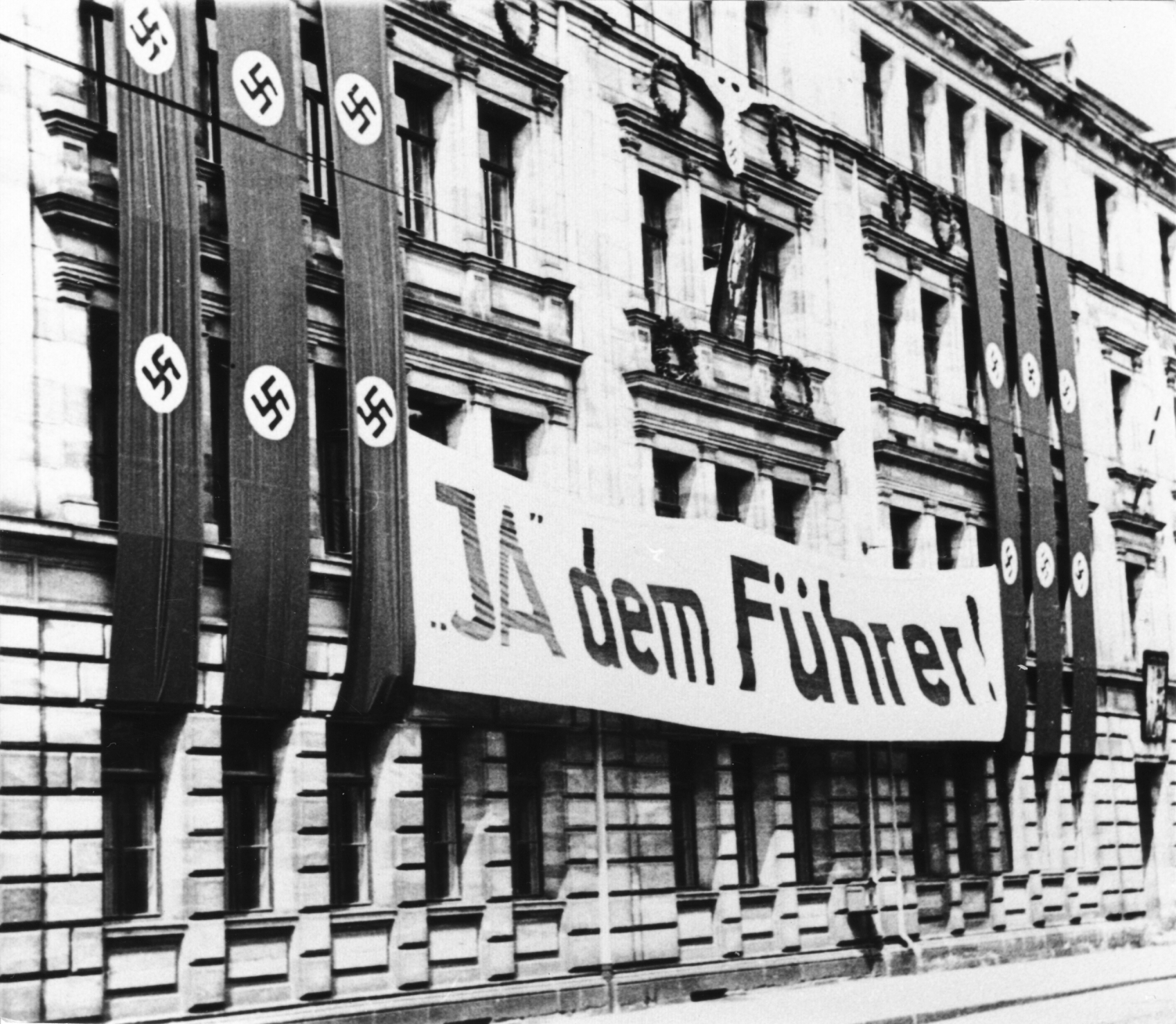
Biểu ngữ với thông điệp vận động "Đồng ý với Führer!" trên một ngôi trường ở Fürth

Hiến pháp Weimar cho phép tổng thống trưng cầu ý dân về luật được Quốc hội thông qua. Một cuộc trưng cầu ý dân cũng sẽ được tổ chức nếu 10% số cử tri đủ điều kiện đề nghị. Ngày 14 tháng 7 năm 1933, nội các Đức sử dụng Luật Trao quyền để ban hành Luật trưng cầu ý dân, cho phép nội các quyết định trưng cầu ý dân về "các vấn đề chính sách quốc gia" và "các luật mà nội các đã ban hành". Mặc dù các điều khoản trong Hiến pháp Weimar về trưng cầu ý dân không bị bãi bỏ nhưng những luật tiếp theo nêu rõ rằng sẽ không sử dụng các điều khoản đó.
Ngày 12 tháng 11 năm 1933, nội các dùng Luật trưng cầu ý dân để tổ chức trưng cầu ý dân về việc rời Hội Quốc Liên. Kết quả chính thức cho thấy 95,1% cử tri ủng hộ việc rút khỏi Hội Quốc Liên với tỷ lệ cử tri đi bỏ phiếu là 96,3%. Tuy cử tri chắc chắn bị áp lực đáng kể để bỏ phiếu thuận và có "nhiều trường hợp thao túng, gian lận" và "khủng bố chính trị" nhưng các nhà sử học Hedwig Richter và Ralph Jessen cho rằng "các thủ đoạn gian lận, thao túng không làm sai lệch kết quả cơ bản", điều này "đã được các nghiên cứu khu vực về thủ tục bầu cử thực tế và ghi chép của các cá nhân xác nhận nhiều lần" đối với các cuộc bầu cử ở Đức Quốc Xã (trừ năm 1936).

### Hindenburg qua đời
Ngay từ tháng 4 năm 1934, Hitler đã đoán rằng Hindenburg rất có thể sẽ chết vào cuối năm đó. Ông dành phần lớn thời gian vận động quân đội ủng hộ ông làm người kế nhiệm Hindenburg. Ngày 1 tháng 8, lúc Hindenburg lâm chung, nội các ban hành Luật Nguyên thủ quốc gia Đế quốc Đức, quy định chức vụ tổng thống (nguyên thủ quốc gia) và chức vụ thủ tướng (người đứng đầu chính phủ) sẽ được hợp nhất sau khi Hindenburg qua đời. Ba giờ sau khi Hindenburg qua đời vào ngày 2 tháng 8, Hitler ban hành sắc lệnh tuyên bố giữ quyền tổng thống theo luật mới. Ông cũng quyết định trưng cầu ý dân về đạo luật, lập luận rằng chức vụ tổng thống không nên tồn tại nữa vì đã quá gắn liền với Hindenburg.

## Tổ chức

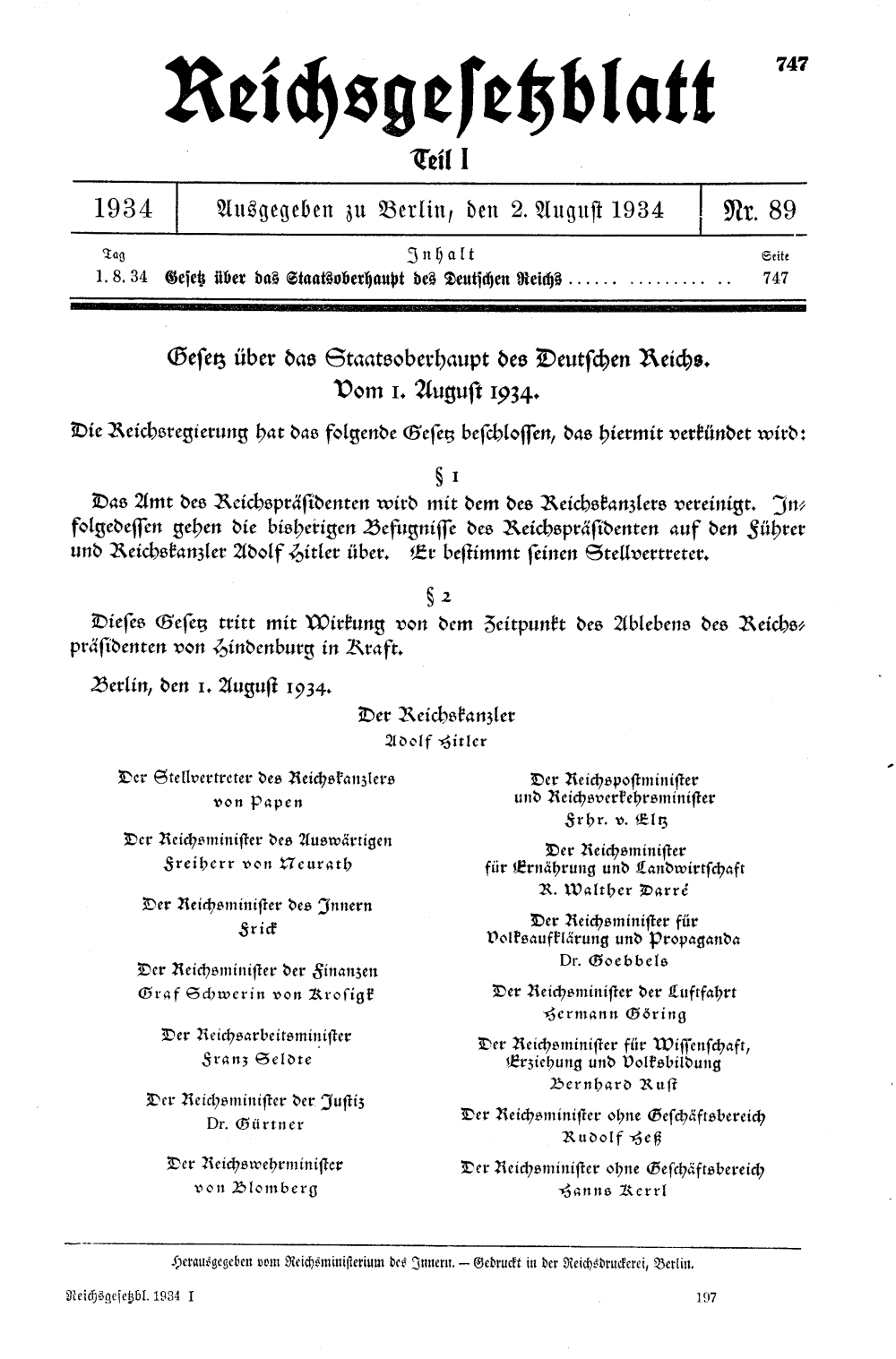
Luật Nguyên thủ quốc gia Đế quốc Đức ngày 1 tháng 8

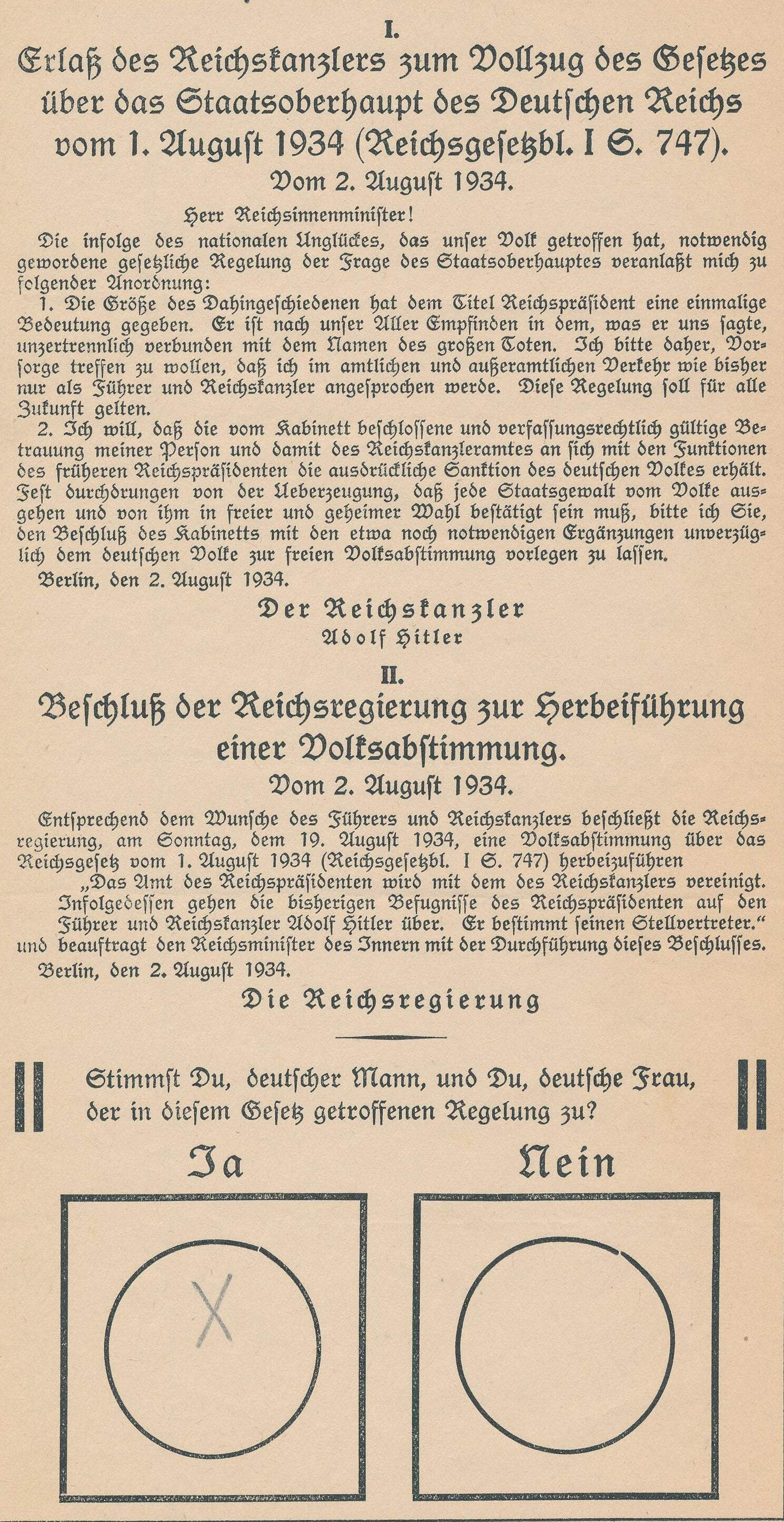
Lá phiếu được đánh dấu "ja" ("đồng ý")

Phiếu trưng cầu ý dân có nội dung sau:
Chức vụ tổng thống được hợp nhất với chức vụ thủ tướng. Do đó, quyền hạn trước đây của tổng thống được chuyển giao cho nhà lãnh đạo, thủ tướng Adolf Hitler. Ông bổ nhiệm cấp phó của mình.
Bạn, công dân nam Đức, và bạn, công dân nữ Đức, có chấp nhận luật này không?

Chính phủ dùng nhiều thủ đoạn gian lận bầu cử để dàn xếp kết quả đồng ý áp đảo, bao gồm việc bố trí Sturmabteilung tại các điểm bỏ phiếu và hộ tống các đoàn hội đến các điểm bỏ phiếu. Một số điểm bỏ phiếu không có buồng bỏ phiếu hoặc treo biểu ngữ có dòng chữ "chỉ những kẻ phản quốc mới vào đây" trên lối vào buồng bỏ phiếu để ngăn cử tri bỏ phiếu kín. Ngoài ra, nhiều phiếu được đánh dấu trước là "đồng ý", nhiều phiếu không hợp lệ được tính là "đồng ý" và nhiều phiếu "không đồng ý" cũng được tính là đồng ý. Ở một số khu vực, số phiếu trưng cầu ý dân lớn hơn số cử tri.
Sự thiếu ủng hộ ở Hamburg vào năm 1933 khiến Hitler tuyên bố ngày 17 tháng 8 năm 1934 là một ngày lễ quốc gia để ông có thể phát biểu trước người dân Đức qua máy phát thanh.
Bản thân cuộc trưng cầu ý dân và việc đưa Hitler lên làm nguyên thủ quốc gia đều vi phạm Luật Trao quyền vì đạo luật cấm sửa đổi chức vụ tổng thống. Hiến pháp Weimar cũng được sửa đổi vào năm 1932 để quy định trong trường hợp khuyết tổng thống thì chủ tịch Tòa án tối cao chứ không phải thủ tướng giữ quyền tổng thống cho đến khi tổng thống mới được bầu.

## Kết quả
Kết quả chính thức cho thấy gần 90% cử tri bỏ phiếu ủng hộ việc hợp nhất chức vụ tổng thống và thủ tướng. Ở Đông Phổ, 96% cử tri bỏ phiếu đồng ý. Sự ủng hộ thấp hơn ở các khu vực thành thị: ở Hamburg, 20,4% cử tri bỏ phiếu không đồng ý; ở Berlin, 18,5% cử tri bỏ phiếu không đồng ý và mọi quận đều có hơn 10% cử tri bỏ phiếu không đồng ý; ở Wedding, gần 20% cử tri bỏ phiếu không đồng ý. Nhìn chung tỷ lệ cử tri bỏ phiếu không đồng ý tăng gấp đôi so với cuộc trưng cầu ý dân ngày 12 tháng 11 năm 1933, khi 95,1% cử tri bỏ phiếu ủng hộ chính phủ.
| Lựa chọn                             | Lựa chọn                     | Phiếu bầu  | %      |
| ------------------------------------ | ---------------------------- | ---------- | ------ |
| Đồng ý                               | Đồng ý                       | 38.394.848 | 89.93  |
| Không đồng ý                         | Không đồng ý                 | 4.300.370  | 10.07  |
| Tổng cộng                            | Tổng cộng                    | 42.695.218 | 100.00 |
|                                      |                              |            |        |
| Phiếu bầu hợp lệ                     | Phiếu bầu hợp lệ             | 42.695.218 | 97.99  |
| Phiếu bầu không hợp lệ/trống         | Phiếu bầu không hợp lệ/trống | 873.668    | 2.01   |
| Tổng cộng phiếu bầu                  | Tổng cộng phiếu bầu          | 43.568.886 | 100.00 |
| Cử tri phiếu bầu đã đăng ký          | Cử tri phiếu bầu đã đăng ký  | 45.552.059 | 95.65  |
| Nguồn: Nohlen & Stöver 2010, tr. 770 |                              |            |        |

## Phản ứng và hậu quả
Cuộc trưng cầu ý dân chỉ xác nhận việc Hitler làm tổng thống sau khi Hindenburg qua đời. Một số lãnh đạo Đảng Quốc Xã thất vọng về kết quả trưng cầu ý dân. Ví dụ: Joseph Goebbels viết trong nhật ký vào ngày 22 tháng 8 rằng cuộc trưng cầu ý dân đã thất bại: "Kết quả ban đầu: rất tệ. Sau đó thì tốt hơn. Cuối cùng là hơn 38 triệu phiếu cho Führer. Tôi mong đợi nhiều hơn. Người Công giáo đã làm Rosenberg thất vọng!" Tuy nhiên, nhà sử học Ian Kershaw cho rằng dù cho chính phủ thao túng quá trình bỏ phiếu, kết quả "phản ánh thực tế rằng Hitler có sự ủng hộ nhiệt tình của đại đa số nhân dân Đức."
Victor Klemperer, một người Đức gốc Do Thái phản đối Đảng Quốc Xã, viết trong nhật ký rằng "Một phần ba nói đồng ý vì sợ hãi, một phần ba vì say sưa, một phần ba vì sợ hãi và say sưa. Và Eva [vợ ông] và tôi cũng chỉ đơn giản đánh dấu không đồng ý trong một sự tuyệt vọng nhất định và không phải không sợ hãi." Ông thừa nhận rằng "Hitler đã chiến thắng hiển nhiên" mặc dù có "năm triệu lá phiếu không đồng ý và không hợp lệ". Nhà sử học Sidney Fay nhận định sở dĩ số phiếu không đồng ý tăng so với cuộc trưng cầu ý dân năm 1933 là vì xung đột với Giáo hội Công giáo, suy thoái kinh tế và Đêm của những con dao dài.

### Cước chú
1. ↑  Shirer 1960, tr. 183–184.
2. ↑  McDonough 2021, tr. 29.
3. ↑  McDonough 2021, tr. 33.
4. ↑  McDonough 2021, tr. 42.
5. ↑  Beck 2018, tr. 58.
6. ↑  McDonough 2021, tr. 53.
7. ↑  McDonough 2021, tr. 53–54.
8. ↑  McDonough 2021, tr. 55.
9. ↑  Enderis 1933, tr. 5.
10. ↑  Shirer 1960, tr. 219.
11. ↑  Evans 2005, tr. 30, 35–36.
12. ↑  Böckenförde 2006, tr. 110.
13. ↑  Richter & Jessen 2018, tr. 87.
14. 1 2 3  Zurcher 1935, tr. 91.
15. ↑  Zurcher 1935, tr. 92.
16. ↑  Nohlen & Stöver 2010, tr. 770.
17. 1 2  Richter & Jessen 2018, tr. 96.
18. ↑  Zurcher 1935, tr. 95.
19. ↑  Shirer 1960, tr. 214-215.
20. ↑  McDonough 2021, tr. 120.
21. 1 2  Shirer 1960, tr. 226.
22. ↑  Pollock & Heneman 1934, tr. 45.
23. ↑  Evans 2005, tr. 42.
24. ↑  Pollock & Heneman 1934, tr. 45–46.
25. ↑  Evans 2005, tr. 110.
26. ↑  Zurcher 1935, tr. 94.
27. ↑  Shirer 1960, tr. 229.
28. ↑  Urban 2011, tr. 43.
29. ↑  Zurcher 1935, tr. 96.
30. ↑  Reichsanzeiger 1934, tr. 1.
31. ↑  Birchall 1934, tr. 5.
32. ↑  Urban 2011, tr. 42–43.
33. ↑  Birchall 1934, tr. 1.
34. 1 2  Kershaw 1999, tr. 526.
35. ↑  Urban 2011, p. 43 (footnote 4).
36. 1 2  Klemperer 1998, tr. 82.
37. ↑  Fay 1934, tr. 105.
38. ↑  Hancock 2011, tr. 669.